# كثيرات الريش
كثيرات الريش أو فراشات الريش الكاذبة أو ألوسيتودیدیا (الاسم العلمي Alucitoidea)، فصيلة عليا من رتبة حرشفيات الأجنحة، تضم فراشاتٍ صغار الحجم تتميز بأجنحة مفصَّصة محفوفة بالشعر ذات مظهر ريشيّ، وبأن الشُّدَف البطنية من الثالثة إلى السادسة يحمل كل منها صفًّا مستعرضًا من الشويكات على مقدمة سطحها العلوي.
تضم فصيلتان:
- فصيلة عثيات كثيرات الريش
- فصيلة عثيات ريشية كاذبة